# Río Motagua
Der Río Motagua (auch Río Grande) ist mit ca. 486 km Länge der längste Fluss Guatemalas und einer der längsten ganz Mittelamerikas. Sein Einzugsgebiet (spanisch cuenca) umfasst knapp 18.000 km²; es liegt etwa zu einem Viertel in Honduras.

## Verlauf
Der Río Motagua entspringt – abhängig von Regenfällen – in einer Höhe von ungefähr 1800 m im zentralen Hochland der Sierra Madre de Chiapas unweit von Chichicastenango, durchquert Guatemala von Westen nach Osten in der Motagua-Polochic-Verwerfung und mündet im Golf von Honduras in das Karibische Meer.
Der Oberlauf, der auch Río Silapec (oder Río Silepec bzw. Río Silbapec) genannt wird und weite Teile des Hochlandes entwässert, bildet die Grenze zwischen den Departamentos El Quiché und  Chimaltenango sowie zwischen Baja Verapaz und Guatemala. Im Departamento El Progreso beginnt das sich schrittweise nach Nordosten hin öffnende Motagua-Tal, das bereits seit langem eine der wichtigsten Verkehrsadern Guatemalas ist. Entlang des Flusses verlaufen die Fernstraße CA 9 und die derzeit stillgelegte Eisenbahnstrecke von Guatemala-Stadt nach Puerto Barrios. Der Fluss durchquert die Departamentos Zacapa und Izabal. Hier erreicht ihn von Süden der Río Grande de Zacápa.

## Schiffbarkeit
Auf den letzten Kilometern vor der Mündung ist der Río Motagua nach ausreichenden Regenfällen im Hochland für kleinere Schiffe befahrbar; hier bildet er die Grenze zwischen Guatemala und Honduras.

## Archäologie
Im Mittelabschnitt des Flusses liegen die wichtigsten Fundstellen für das bei allen mesoamerikanischen Kulturen so beliebte Jadegestein, aus welchem Totenmasken, aber auch Zeremonialgegenstände (Messer, Zepter) und Schmuck (Ohrringe) hergestellt wurden. Der Unterlauf bildet das Zentrum einer sehr fruchtbaren Region, die vor allem für den Anbau von Bananen genutzt wird.

## Sehenswürdigkeiten
Bei der Ortschaft Los Amates befindet sich inmitten einer Bananenplantage die bedeutende Maya-Stätte von Quiriguá. Außerdem gibt es noch die bislang kaum erforschte und touristisch nicht erschlossene archäologische Stätte von El Portón.

## Umweltverschmutzung
Der Río Motagua gilt als der mit Plastikabfällen am meisten verseuchte Fluss der Welt.